# Енотрія
Енотрія (грец. Οἰνωτρία) — історична область південному заході Італії, неподалік від острова Сицилія. Зараз вона має такі сучасні регіони Італії як: Апулія, Базиліката та північ Калабрії.
За переказами була населена нащадками Енотра. Під час грецької колонізації на території Енотрії було побудоване місто Елея. В V ст. до н. е. Енотрія зазнала нашестя самнітів. За версіями давніх авторів, Енотрія — це давня назва Італії, оскільки Італ — це цар енотрів.